# 6452 Johneuller
6452 Johneuller (1991 HA) là một tiểu hành tinh vành đai chính được phát hiện ngày 17 tháng 4 năm 1991 bởi T. Balonek ở Foggy Bottom.